# Chiesa di San Michele Arcangelo (Campomorone)
La chiesa di San Michele Arcangelo è un luogo di culto cattolico situato nella frazione di Gallaneto, in via Rutta, nel comune di Campomorone nella città metropolitana di Genova. La chiesa è sede della parrocchia omonima del vicariato di Campomorone dell'arcidiocesi di Genova.

## Storia e descrizione

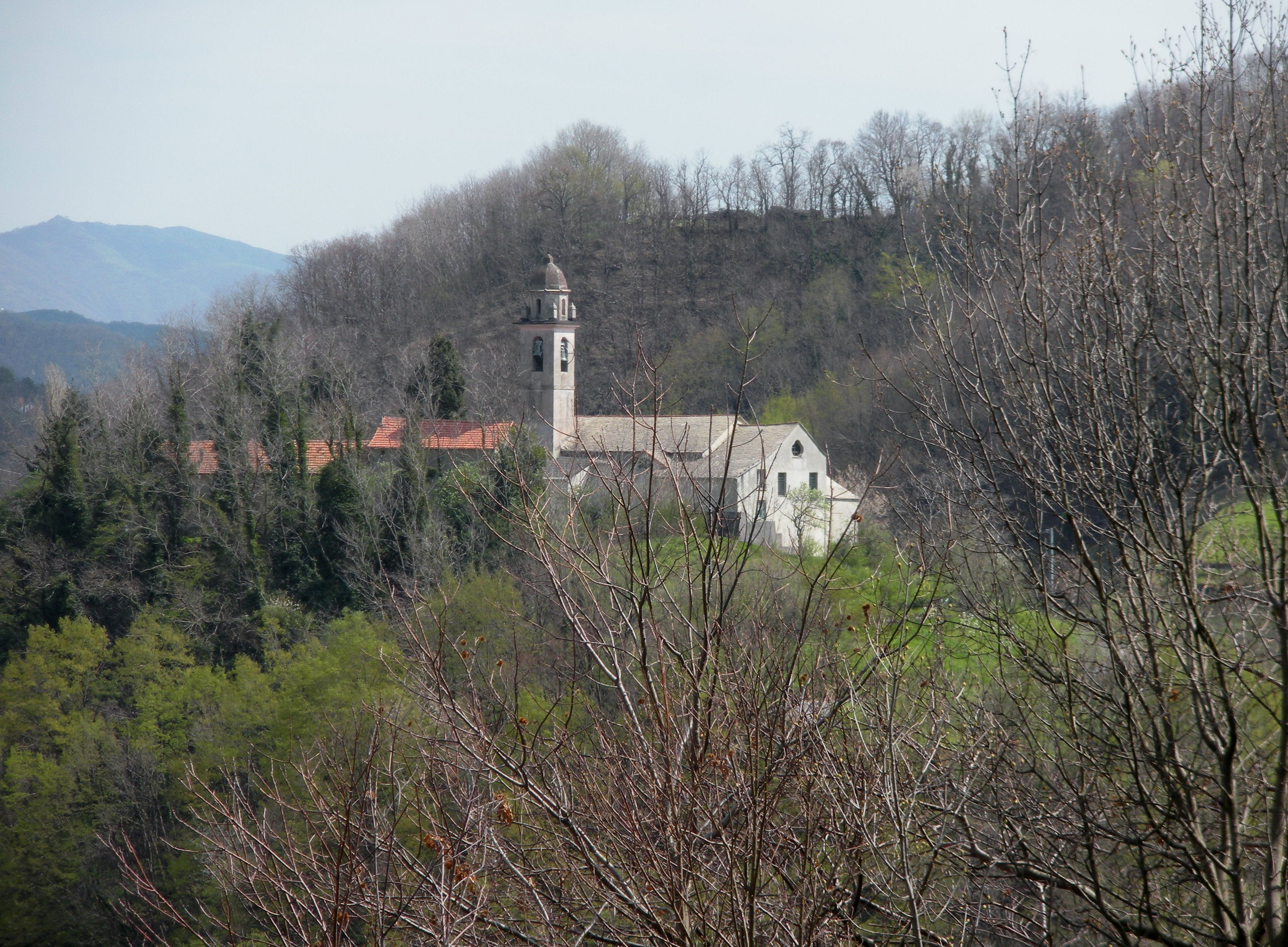
Altra vista della chiesa

Alcuni testi citano la chiesa della frazione di Gallaneto, intitolata all'arcangelo Michele, in un documento datato al 20 agosto del 1198 così come sostengono alcuni storici tra i quali Arturo Ferretto; secondo altri studiosi l'edificio appare invece in un successivo atto del 18 aprile o 20 aprile 1203.
Succursale della chiesa di Santo Stefano di Larvego, anticamente chiamata de Langasco, subì diversi lavori di restauro e ampliamento nel corso del 1642 e che vennero nuovamente ripresi nel 1661; il tetto dell'edificio fu rifatto nel 1705.
Così come altri edifici del luogo subì ingenti danni provocati nella guerra di successione austriaca tra il 1746 e il 1747, i lavori per il rifacimento dell'opera furono eseguiti nel 1754. Gli ultimi interventi di ampliamento risalgono al 1809 quando il corpo strutturale la chiesa fu allungato di quattro metri.